# راک‌استار لیدز
راک‌استار لیدز لیمیتد (به انگلیسی: Rockstar Leeds Limited) یک توسعه‌دهنده بازی‌های ویدئویی بریتانیایی و یکی از استودیوهای زیرمجموعه راک‌استار گیمز می‌باشد.
این شرکت در ابتدا در دسامبر ۱۹۹۷ توسط گردون هال، جیسون مک‌گان، دیو باگس و ایان باودن با نام موبیوس انترتینمنت لیمیتد (به انگلیسی: Möbius Entertainment Limited) تاسیس شد. این شرکت بازی‌های زیادی را برای گیم بوی ادونس که شامل نسخه گیم بوی ادونس بازی شرکت رمدی انترتینمنت، یعنی مکس پین هم می‌شود؛ بازی که در اواخر سال ۲۰۰۳ توسط راک‌استار گیمز منتشر شده‌است. در آوریل ۲۰۰۴، شرکت مادر راک‌استار گیمز، یعنی تیک-تو اینتراکتیو از خریداری شدن موبیوس انترتینمنت رونمایی کرد و موبیوس انترتینمنت به یکی از استودیوهای زیرمجموعه راک‌استار گیمز با نام راک‌استار لیدز تبدیل شد.

## فهرست بازی‌های ویدئویی
| سال                        | عنوان                                      | پلتفرم(ها)                                                                                                   |
| -------------------------- | ------------------------------------------ | --- |
| به عنوان موبیوس اینترتیمنت |                                            | |
| ۲۰۰۰                       | ماجراجویی آلفرد                            | گیم بوی کالر                                                                                                 |
| ۲۰۰۱                       | High Heat Major League Baseball 2002       | گیم بوی ادوانس                                                                                               |
| ۲۰۰۲                       | Alfred Chicken                             | پلی‌استیشن |
| ۲۰۰۲                       | High Heat Major League Baseball 2003       | گیم بوی ادوانس                                                                                               |
| ۲۰۰۲                       | Army Men: Turf Wars                        | گیم بوی ادوانس                                                                                               |
| ۲۰۰۳                       | Drome Racers                               | گیم بوی ادوانس                                                                                               |
| ۲۰۰۳                       | Bionicle: The Game                         | گیم بوی ادوانس                                                                                               |
| ۲۰۰۳                       | Barbie Horse Adventures: Wild Horse Rescue | گیم بوی ادوانس                                                                                               |
| ۲۰۰۳                       | American Idol                              | گیم بوی ادوانس                                                                                               |
| ۲۰۰۳                       | مکس پین                                    | گیم بوی ادوانس                                                                                               |
| ۲۰۰۴                       | A Sound of Thunder                         | گیم بوی ادوانس                                                                                               |
| به عنوان راک‌استار لیدز     |                                            | |
| ۲۰۰۵                       | Midnight Club 3: DUB Edition Remix         | پلی‌استیشن همراه                                                                                              |
| ۲۰۰۵                       | اتومبیل‌دزدی بزرگ: ماجراهای لیبرتی سیتی     | پلی‌استیشن همراه، پلی‌استیشن ۲                                                                                 |
| ۲۰۰۶                       | اتومبیل‌دزدی بزرگ: ماجراهای وایس سیتی       | پلی‌استیشن همراه، پلی‌استیشن ۲                                                                                 |
| ۲۰۰۷                       | Manhunt 2                                  | پلی‌استیشن همراه                                                                                              |
| ۲۰۰۷                       | The Warriors                               | پلی‌استیشن همراه                                                                                              |
| ۲۰۰۷                       | Rockstar Games presents Table Tennis       | وی |
| ۲۰۰۹                       | اتومبیل‌دزدی بزرگ: جنگ‌های محله چینی‌ها       | نینتندو دی‌اس، پلی‌استیشن همراه، آی‌اواس                                                                        |
| ۲۰۰۹                       | Beaterator                                 | پلی‌استیشن همراه، آی‌اواس                                                                                      |
| ۲۰۱۱                       | لس آنجلس سیاه                              | مایکروسافت ویندوز، پلی‌استیشن ۳، اکس‌باکس ۳۶۰، پلی‌استیشن ۴، اکس‌باکس وان، نینتندو سوئیچ                         |
| ۲۰۱۲                       | مکس پین ۳                                  | مایکروسافت ویندوز، پلی‌استیشن ۳، اکس‌باکس ۳۶۰                                                                  |
| ۲۰۱۳                       | اتومبیل‌دزدی بزرگ ۵                         | مایکروسافت ویندوز، پلی‌استیشن ۳، پلی‌استیشن ۴، اکس‌باکس ۳۶۰، اکس‌باکس وان، پلی‌استیشن ۵، اکس‌باکس سری اکس و سری اس |
| ۲۰۱۸                       | رد دد ریدمپشن ۲                            | پلی‌استیشن ۴، مایکروسافت ویندوز، اکس‌باکس وان                                                                  |